# Bulletstorm
Bulletstorm é um jogo eletrônico desenvolvido pela People Can Fly e Epic Games usando o motor Unreal Engine 3.5  e publicado pela Eletronic Artspara a PlayStation 3, Xbox 360 e Microsoft Windows e lançado em 22 de fevereiro de 2011, na América do Norte; 24 de fevereiro na Austrália e um dia depois na Europa. O controverso jogo se distingue por seu senso de estilo e humor grosseiro, onde os jogadores são premiados por pontos a cada realização de morte mais criativa e absurda. Bulletstorm não possui modos Multiplayer competitivos, preferindo ser um jogo cooperativo online, bem como os modos de ataque e pontuação.